# ارس آمریکای مرکزی
ارس آمریکای مرکزی (نام علمی: Juniperus comitana) نام یک گونه از سرده ارس‌ها است.